# Carbonat-Silicat-Zyklus
Mit Carbonat-Silikat-Zyklus, alternativ auch anorganischer Kohlenstoffzyklus genannt, bezeichnet man die geochemischen Prozesse zur cyclischen Umwandlung von freiem Kohlenstoffdioxid und Silikaten zu Carbonaten und Siliciumdioxid und wieder zurück. Die chemischen Reaktionen finden unter dem Einfluss von Kohlensäure bzw. Kieselsäure statt. Der Carbonat-Silikat-Zyklus reguliert auf längere Zeiträume betrachtet den Kohlenstoffdioxid-Gehalt der Atmosphäre. Dies liegt daran, dass Kohlenstoffdioxid über den Treibhauseffekt die Temperatur der Erde insgesamt erhöht, wodurch auch die Verwitterung silikat-reicher Gesteine beschleunigt wird. Dies führt im weiteren Verlauf zur vermehrten Ausfällung von Kalkstein, wodurch der Gehalt an Kohlenstoffdioxid wieder vermindert wird. Insgesamt liegt damit eine negative Rückkopplung vor. Durch den Carbonat-Silikat-Zyklus wird der gesamte Gehalt der Atmosphäre an Kohlenstoffdioxid etwa alle 500.000 Jahre einmal ausgetauscht und alle zwischenzeitlich möglicherweise entstandenen Abweichungen vom Gleichgewichtszustand dabei ausgeglichen.
Dieser Zyklus ist für die Petrologie genauso bedeutend wie für die Geoökologie.

## Der Zyklus
Der Zyklus beginnt mit atmosphärischem Kohlenstoffdioxid und Regenwasser, die zusammen Kohlensäure bilden:
{\displaystyle \mathrm {CO_{2}\ +\ H_{2}O\ \rightarrow \ H_{2}CO_{3}\ } }
Das kohlensäurehaltige Regenwasser erodiert silicatische Gesteine, wobei es zur Lösung und Mobilisierung von Calcium- und Hydrogencarbonat-Ionen kommt. Ein Beispiel für einen solchen Erosionsprozess  ist die Umsetzung des Feldspats Anorthit durch Kohlensäure unter Bildung von Kaolinit:
{\displaystyle \mathrm {2\;H_{2}CO_{3}\ +Ca[Al_{2}Si_{2}O_{8}]\ +H_{2}O\ \rightarrow \ Al_{2}[(OH)_{4}|Si_{2}O_{5}]\ +Ca^{2+}\ +2\;HCO_{3}^{-}\ } }
Je nach Erosionsprozess können darüber hinaus auch Silicat-Ionen in Lösung gebracht und damit ebenfalls mobilisiert werden. Die gelösten Ionen können in das Grundwasser gelangen und über Fließgewässer ins Meer transportiert werden. Im Meer verwenden verschiedene Lebewesen, planktonische und sessile Tiere, die Calcium-, Hydrogencarbonat- und Carbonat-Ionen zum Aufbau von Innen- oder Außenskeletten aus Calciumcarbonat (CaCO3). Auch ohne Beteiligung von Lebewesen kann es bei bestimmten Temperatur- und Konzentrationsverhältnissen im Meer zur Ausfällung von Calciumcarbonat kommen. Das im Wasser in Form von Silicat-Ionen gelöste Siliciumdioxid wird ebenfalls biologisch fixiert, in dem es von bestimmten Organismen, beispielsweise Kieselalgen und Radiolarien, in Skelette eingebaut wird.
Nach dem Absterben der Lebewesen sinken die Skelette und Skelettfragmente ab. Durch Absinken unterhalb der Carbonat-Kompensationstiefe werden sie teilweise wieder aufgelöst. Der andere Teil bleibt erhalten und bildet am Meeresboden Carbonatsedimente. Im Laufe der Jahrtausende wird dieser Meeresboden infolge der Plattentektonik von den mittelozeanischen Rücken zu den Subduktionszonen an den Kontinentalrändern transportiert. Dort wandert er zusammen mit der absinkenden ozeanischen Platte ins Erdinnere. Bei hohem Druck und hohen Temperaturen kann das Calciumcarbonat mit dem Siliciumdioxid unter der Abspaltung von Kohlenstoffdioxid erneut zu Silicatmineralien reagieren. Diese geochemischen Umwandlungsprozesse werden unter dem Begriff Carbonatmetamorphismus zusammengefasst. Beispielsweise kann  Calcit (Calciumcarbonat) mit Siliciumdioxid zu Wollastonit und Kohlenstoffdioxid reagieren:
{\displaystyle \mathrm {3\;CaCO_{3}\ +3\;SiO_{2}\ \rightarrow \ Ca_{3}[Si_{3}O_{9}]\ +3\;CO_{2}\ } }
In ähnlichen aber komplexeren Reaktionsverläufen können im Rahmen des Carbonatmetamorphismus auch andere Silicate mit komplizierterer Zusammensetzung entstehen. 
Das Kohlenstoffdioxid gelangt schließlich durch Vulkanismus, entweder über den untermeerischen Vulkanismus der mittelozeanischen Rücken oder über kontinentalen Vulkanismus, wieder als Kohlenstoffdioxidgas in die Atmosphäre, womit der Kreislauf geschlossen ist.